# مدل شبکه

نمودار باخمن یک پایگاه داده شبکه ساده

مدل شبکه یک مدل پایگاه داده‌است که به عنوان روشی انعطاف‌پذیر برای نمایش اشیا و روابط آنها در نظر گرفته شده‌است. ویژگی متمایز آن این است که طرحواره (اسکیما)، به عنوان یک گراف در نظر گرفته می‌شود که در آن انواع شی گره‌ها و انواع رابطه یال‌ها هستند، به سلسله مراتب یا شبکه بودن محدود نمی‌شود.
مدل شبکه توسط گروه وظیفه پایگاه داده CODASYL در سال ۱۹۶۹ پذیرفته شد و در سال ۱۹۷۱ تحت یک به روز رسانی عمده قرار گرفت. به همین دلیل گاهی اوقات به عنوان مدل CODASYL شناخته می‌شود. تعدادی از سیستم‌های پایگاه داده شبکه در دهه ۱۹۷۰ در رایانه‌های بزرگ و مینی‌کامپیوتر محبوب شدند قبل از اینکه در دهه ۱۹۸۰ به‌طور گسترده توسط پایگاه‌های داده رابطه‌ای جایگزین شوند.

## بررسی اجمالی
در حالی که مدل پایگاه داده سلسله مراتبی داده‌ها را به عنوان درختی از رکوردها ساختار می‌دهد، با هر رکورد دارای یک رکورد والد و تعداد زیادی فرزند، مدل شبکه به هر رکورد اجازه می‌دهد چندین رکورد والد و فرزند داشته باشد و یک ساختار گراف تعمیم یافته را تشکیل دهد. این ویژگی در دو سطح اعمال می‌شود: طرحواره (اسکیما) یک نمودار تعمیم‌یافته از انواع رکوردهای مرتبط با انواع رابطه (که در CODASYL "انواع مجموعه" نامیده می‌شود) است، و خود پایگاه داده یک نمودار تعمیم‌یافته از وقوع رکوردهای مرتبط با روابط است ("مجموعه‌هاًی CODASYL). چرخه در هر دو سطح مجاز است.
استدلال اصلی به نفع مدل شبکه، در مقایسه با مدل سلسله مراتبی، این بود که مدل سازی طبیعی تری از روابط بین موجودیت‌ها را امکان‌پذیر می‌کرد. اگرچه این مدل به‌طور گسترده اجرا و مورد استفاده قرار گرفت، به دو دلیل اصلی نتوانست غالب شود. اولا، IBM تصمیم گرفت به مدل سلسله مراتبی با توسعه‌های نیمه شبکه ای در محصولات تولیدشده خود مانند IMS و DL/I پایبند باشد. ثانیاً، این مدل در نهایت توسط مدل رابطه‌ای که یک رابط سطح بالاتر و اعلانی‌تر ارائه می‌کرد، جایگزین شد. تا اوایل دهه ۱۹۸۰، مزایای عملکرد رابط‌های ناوبری سطح پایین ارائه شده توسط پایگاه‌های داده سلسله مراتبی و شبکه برای بسیاری از برنامه‌های کاربردی در مقیاس بزرگ متقاعد کننده بود، اما با افزایش سرعت سخت‌افزار، بهره‌وری و انعطاف‌پذیری بیشتر مدل رابطه ای منجر به منسوخ شدن تدریجی مدل شبکه در استفاده سازمانی شد.

## تاریخچه
مخترع اصلی مدل شبکه، چارلز باخمن بود، و آن را در قالب یک مشخصات استاندارد در سال ۱۹۶۹ توسط کنسرسیوم کنفرانس زبان‌های سیستم‌های داده (CODASYL) منتشر کرد. به دنبال انتشار دوم در سال ۱۹۷۱، که مبنایی برای اکثر پیاده‌سازی‌ها شد. کارهای بعدی تا اوایل دهه ۱۹۸۰ ادامه یافت و در مشخصات ISO به اوج رسید، اما این موضوع تأثیر کمی بر محصولات داشت.
تأثیر باخمن در اصطلاح نمودار باخمن شناخته می‌شود، یک نماد نموداری که نشان دهنده یک طرح پایگاه داده بیان شده با استفاده از مدل شبکه است. در نمودار باخمن، مستطیل‌های نامگذاری شده انواع رکوردها را نشان می‌دهند و فلش‌ها انواع رابطه یک به چند بین رکوردها (انواع مجموعه CODASYL) را نشان می‌دهند.

## سیستم‌های پایگاه داده
برخی از سیستم‌های پایگاه داده معروف که از مدل شبکه استفاده می‌کنند عبارتند از:
- IMAGE برای HP 3000
- فروشگاه داده یکپارچه (IDS)
- IDMS (سیستم مدیریت یکپارچه پایگاه داده)
- مدیر پایگاه داده رایما
- Univac DMS-1100
- Norsk Data SIBAS
- Oracle CODASYL DBMS برای OpenVMS (در اصل DEC VAX DBMS شناخته می‌شود)

## بیشتر خواندن
- چارلز دبلیو باخمن، برنامه‌نویس به عنوان ناوبر. سخنرانی جایزه تورینگ، ارتباطات ACM، جلد ۱۶، شماره ۱۱، ۱۹۷۳، pp. 653-658،ISSN 0001-0782، doi:10.1145/355611.362534